# Constanza de Aragón (1300-1327)
Constanza de Aragón y Anjou (Valencia, 4 de abril de 1300-Castillo de Garcimuñoz, 19 de octubre de 1327), fue infanta de Aragón.

## Biografía

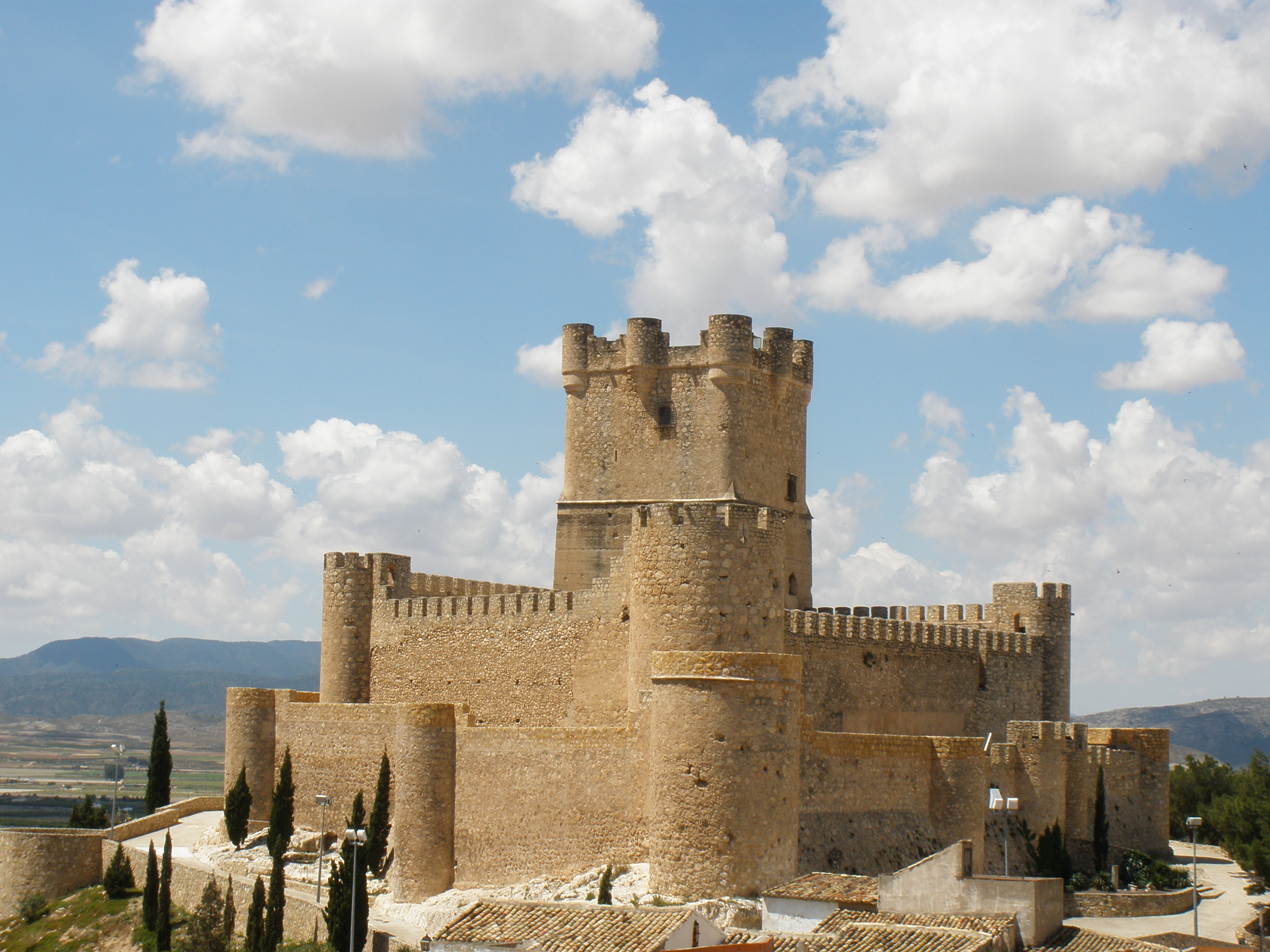
Castillo de la Atalaya, en Villena, donde fue recluida durante 6 años.

Nació el 4 de abril de 1300 siendo la cuarta hija de Jaime II de Aragón y Blanca de Nápoles. Por línea paterna era nieta del rey Pedro III de Aragón y Constanza de Sicilia, y por línea materna de Carlos II de Nápoles y María de Hungría. Fue la hermana menor del también rey Alfonso IV de Aragón, así como de los condes Pedro IV de Ribagorza y Ramón Berenguer I de Ampurias.
A la edad de 6 años fue comprometida con Don Juan Manuel, príncipe de Villena. Desde entonces quedó recluida en el Castillo de la Atalaya de Villena, lo que llevó al príncipe a reforzar las defensas de la fortaleza, ante la presencia de incursiones nazaríes. Permaneció en el castillo hasta hacer efectivo el matrimonio, en 1312, cuando contaba con 12 años.
Murió en 1327.

## Matrimonio y descendencia
El 5 de abril de 1312 se casó en Játiva con Don Juan Manuel, hijo del infante Manuel de Castilla. De esta unión nacieron:
- Constanza Manuel de Villena (1316-1349), casada en 1325 con el rey Alfonso XI de Castilla y en 1340 con Pedro I de Portugal.
- Beatriz Manuel de Villena, muerta muy joven.
- Manuel de Villena, murió muy joven, y según Jaime II de Aragón por haber sido criado según los criterios de los médicos judíos.